# Carache (Guinea-Bissau)
Carache oder Caraxe ist eine Insel im Nordwesten des Bissagos-Archipels, Guinea-Bissau.

## Geographie
Carache liegt im Sektor Caravela. Die gleichnamige Hauptinsel des Sektors liegt 1100 Meter westlich von Carache und ist von ihr durch den Canal de Ninquim getrennt. Nächstgelegene Insel ist jedoch die unbewohnte kleine Ilha dos Porcos, die 450 Meter südwestlich von Carache liegt.
Carache ist 18,7 km lang von Südwesten (Ponta Anebá) nach Nordosten (Ponta de Ampincha), und maximal 7,3 km breit. Sie misst 80 km² in der Fläche.
Die Dörfer Ampincha, Cuchame, Tingaga und Binte liegen alle in der nördlichen Hälfte der Insel. Hauptort ist das zentrumsnah gelegene Binte.